# Londýnská konference
Londýnskou smlouvu 22. dubna 1930 uzavřely po Washingtonské smlouvě námořní velmoci – Spojené království, USA, Japonsko. Odmítly ji podepsat Francie a Itálie.
Na konferenci byly stanoveny limity celkového výtlaku nižších tříd národních loďstev jednotlivých států. Londýnská konference doplnila Washingtonskou smlouvu, která zůstala v platnosti až do nástupu nacistů v Německu a na východě do zvýšené militarizace Japonska v letech 1934–1935, kdy tyto dva státy porušily ustanovení Washingtonské smlouvy, a tím jí vlastně anulovaly.
Podle výsledné londýnské smlouvy (a po doplnění do Washingtonské smlouvy) nesměla jednotlivá námořnictva k 31. prosinci 1936 přesáhnout následující povolené limity (definované v imperiálních tunách standardního výtlaku):
| typ:                            | USA     | Spojené království | Japonsko | Francie          | Itálie           |
| ------------------------------- | ------- | ------------------ | -------- | ---------------- | ---------------- |
| bitevní lodě a bitevní křižníky | 525 000 | 525 000            | 315 000  | 175 000          | 175 000          |
| letadlové lodě                  | 135 000 | 135 000            | 81 000   | 60 000           | 60 000           |
| těžké křižníky                  | 180 000 | 146 000            | 108 400  | Odmítla podepsat | Odmítla podepsat |
| lehké křižníky                  | 143 000 | 192 000            | 100 400  | Odmítla podepsat | Odmítla podepsat |
| torpédoborce                    | 150 000 | 150 000            | 105 500  | Odmítla podepsat | Odmítla podepsat |
| ponorky                         | 52 700  | 52 700             | 52 700   | Odmítla podepsat | Odmítla podepsat |